# Jed Allan
Jed Allan, geboren als Jed Allan Brown (New York, 1 maart 1935 – Palm Desert, 9 maart 2019), was een Amerikaans acteur. 

## Biografie
Allan speelde van 1986 tot 1993 de rol van C.C. Capwell in Santa Barbara. De rol van C.C. was in twee jaar tijd door vier verschillende acteurs gespeeld, maar deze chaos hield op toen Allan werd aangenomen.Allan speelde van 1971 tot 1985 in de soapserie Days of Our Lives als Don Craig. Volgens fansites was zijn personage voor het laatst te zien toen hij een brief op de post ging doen. In Amerika was hij ook te zien in onder meer General Hospital. Allan is ook bekend van de televisieserie Beverly Hills, 90210 waarin hij de rol speelde van Rush Sanders, de vader van Steve Sanders.
De rol in Santa Barbara maakte Jed beroemd in Europa. Begin jaren 90 was hij ook in Nederland om de serie te promoten. Het ochtendprogramma Koffietijd vierde dit met een prijsvraag. De winnares mocht met Allan dineren.
Allan was op 21 september 1958 getrouwd met Toby Druger en ze hebben drie kinderen. In 2001 kwam zijn vrouw te overlijden. Allan woonde in Palm Desert Californië.

## Prijzen
- 1978 – categorie Beste Acteur – Soapy Awards - televisieserie Days of Our Lives - gewonnen.
- 1979 – categorie Beste Acteur - Soapy Award – televisieserie Days of Our Lives – gewonnen.
- 1979 – categorie Beste Acteur in een Dagelijks Drama Serie – Daytime Emmy Award voor beste dramaserie – televisieserie Days of Our Lives - genomineerd.[2]

## Filmografie[3]
- 2003 CSI: Miami – als Hal Wilcox – televisieserie (1 afl)
- 1997 Port Charles – als Ed Grant – (?? afl)
- 2001 Six Feet Under – als Dr. Gareth Feinberg – televisieserie (1 afl)
- 2001 Walker, Texas Ranger – als Sam Cardinal – televisieserie (1 afl)
- 2001 Carman: The Champion – als Laracco – televisiefilm
- 1994 – 1999 Beverly Hills, 90210 – als Rush Sanders – televisieserie (18 afl)
- 1997 Arlette – als Wide – televisiefilm
- 1995 Suspect Device – als Artemus Lockwood – televisiefilm
- 1995 Burke's Law – als ?? – televisieserie (1 afl)
- 1994 Silk Stalkings – als mr. Reeves – televisieserie (1 afl)
- 1994 Zero Tolerance – als Wells – televisiefilm
- 1986 – 1993 Santa Barbara – als C.C. Capwell – televisieserie (297 afl)
- 1991 Her Wicked Ways – als Brad Duggan – televisiefilm
- 1985 Crazy Like a Fox – als ?? – televisieserie (1 afl)
- 1985 Hardcastle and McCormick – als Laughton – televisieserie (1 afl)
- 1984 Simon & Simon – als Henry Dolan – televisieserie (1 afl)
- 1984 Alice – als Zack – televisieserie (1 afl)
- 1983 Goodnight, Beantown – als Eric Lanyard – televisieserie (1 afl)
- 1981 Harper Valley P.T.A. – als Steve – televisieserie (1 afl)
- 1980 The Misadventures of Sheriff Lobo – als Jesse Welles – televisieserie (1 afl)
- 1979 Eischied – als Sebring – televisieserie (1 afl)
- 1979 Fast Friends – als Bernie – televisiefilm
- 1978 The Roller Girls – als Ralph – televisiefilm
- 1978 CHiPs – als Jason – televisieserie (1 afl)
- 1977 The Streets of San Francisco – als Dawson en Fred Dawes – televisieserie (1 afl)
- 1977 McMillan & Wife – als Alan Evans – televisieserie (1 afl)
- 1976 Brenda Starr – als Roger Randall – televisiefilm
- 1975 Conspiracy of Terror – als David Horowitz – televisiefilm
- 1975 Harry O – als Ted Gillman – televisieserie (1 afl)
- 1975 The Specialists – als Dick Rawdon – televisiefilm
- 1975 The Man from Clover Grove – als de hippie – televisiefilm
- 1973 – 1974 Marcus Welby, M.D. – als Chris Denby en Dr. Edmund – televisieserie (2 afl)
- 1974 The Photographer – als Joe Hennesey – televisiefilm
- 1974 Sierra – als ?? – televisieserie (1 afl)
- 1974 Thursday's Game – als Dick – televisiefilm
- 1974 Kojak – als Eddie Ryan – televisieserie (1 afl)
- 1970 – 1973 Adam-12 – als Reno West en Charles Jensen en John Spencer en Tony Johnson – televisieserie (6 afl)
- 1973 Chase – als Josh Madison – televisieserie (1 afl)
- 1973 The New Perry Mason – als David Rainey – televisieserie (1 afl)
- 1973 Love Thy Neighbor – als ?? – televisieserie (1 afl)
- 1973 ABC Afterschool Specials – als Harmon – televisieserie (1 afl)
- 1973 Going Places – als Steve – televisiefilm
- 1972 – 1973 Love, American Style – als ?? – televisieserie (4 afl)
- 1973 Incident on a Dark Street – als Ben Maddon – televisiefilm
- 1970 – 1972 – The Mod Squad – als Frank Walsh – televisieserie (2 afl)
- 1971 – 1985 Days of Our Lives – als Donald Jeremiah Craig Sr. – televisieserie (?? afl)
- 1971 The Mary Tyler Moore Show – als Rod Porter – televisieserie (1 afl)
- 1971 Columbo – als Phil – televisieserie (1 afl)
- 1970 Matt Lincoln – als ?? – televisieserie (1 afl)
- 1970 The Governor & J.J. – als Larry Whitaker – televisieserie (1 afl)
- 1968 – 1970 Lassie – als Scott Turner en Jack de gids en Mike – televisieserie (21 afl)
- 1968 Ice Station Zebra – als Peter Costigan – televisiefilm
- 1968 Mannix – als Kovak – televisieserie (1 afl)
- 1967 The Big Valley – als Mark Bromley – televisieserie (1 afl)
- 1964 Love of Life – als Ace Hubbard – televisieserie (?? afl)
- 1964 – 1965 The Secret Storm – als prof. Paul Britton – televisieserie (?? afl)
- 1963 General Hospital – als Edward L . Quartermaine – televisieserie (?? afl)

- Biblioteca Nacional de España: XX1515938
- Bibliothèque nationale de France: cb14038409g (data)
- Gemeinsame Normdatei: 1241090084
- International Standard Name Identifier: 0000 0000 7825 3287
- Virtual International Authority File: 87241813
- WorldCat: E39PBJrGqXKYqwcxvXWkJqX8G3